# 백색 미로
《백색 미로》는 KBS 2TV에서 1993년 10월 20일부터 1993년 12월 9일까지 방영된 KBS 2TV 수목 미니시리즈이다.
《남편의 여자》 이후 두 번째로 수목드라마를 외주 제작했는데, 《남편의 여자》와 《백색 미로》의 실패 후 외주에서 자체로 미니시리즈를 제작해 오다가 2001년 방영된 월화극 《미나》로 외주 제작을 재개한 바 있었다.

## 등장 인물
- 임동진 : 추동림 역
- 김현주 : 남화 역
- 김흥기
- 이치우 : 미스터 Y 역
- 김영애
- 주호성
- 허진
- 오성열
- 김하균
- 기정수
- 백찬기
- 이진선

| 한국방송공사 수목 미니시리즈                            | 한국방송공사 수목 미니시리즈                   | 한국방송공사 수목 미니시리즈                |
| 이전 작품                                               | 작품명                                         | 다음 작품                                   |
| ------------------------------------------------------- | ---------------------------------------------- | ------------------------------------------- |
| 살아남은 자의 슬픔 (1993년 8월 25일 ~ 1993년 10월 14일) | 백색 미로 (1993년 10월 20일 ~ 1993년 12월 9일) | 왕십리 (1993년 12월 15일 ~ 1994년 1월 20일) |